# Wadi al-Salam
Wādī al-Salām (in Arabo: La Valle della Pace) è il più grande cimitero islamico ed il cimitero più grande al mondo. Situato a Najaf, in Iraq (una delle città sacre dell'Islam sciita), questo cimitero contiene molte tombe di Profeti ed è situato vicino alla moschea dell'Imam Ali, dove è sepolto il quarto califfo dell'Islam sunnita ed il primo Imam dell'Islam sciita.
Per questo, quasi tutti gli sciiti in Iraq ambiscono d'essere seppelliti in questo cimitero.
Il cimitero copre 6 km² (1485.5 acri) e nei 14 secoli di vita dell'Islam, ha ospitato approssimativamente 5 milioni di corpi che, tuttavia, essendo stati semplicemente inumati, non sarebbero all'occorrenza riesumabili.